# Lophornis ornatus
La coqueta adornada o coqueta abanico canela (Lophornis ornatus) es una especie de ave apodiforme de la familia Trochilidae (los colibríes), perteneciente al género Lophornis. Es nativa del norte de América del Sur

## Distribución y hábitat
Se distribuye desde el centro este y norte de Venezuela, por Guyana, Surinam, Guayana Francesa y  el extremo noreste de Brasil (Roraima y Amapá) y también en Trinidad, pero no se encuentra en Tobago. A pesar de ser considerada sedentaria, parece haber algún movimiento migratorio entre Trinidad y el norte de Venezuela (Península de Paria).
Esta especie es considerada poco común en sus hábitats naturales: los bordes de selvas húmedas, las sabanas arbustivas, y también en áreas cultivadas y jardines. Demuestra afinidad con los cultivos de guandú (Cajanus cajan). Hasta los 950 m de altitud, pero más encontrada por arriba de los 500 m.

## Descripción
Mide de 6,8 a 7 cm de longitud y pesa entre 2,3 y 2,8 g. El macho es bastante llamativo. Es principalmente de color verde brillante con una cresta rojiza y una banda horizontal blanca en el obispillo que puede verse durante el vuelo. Adornan los laterales de su cuello largas plumas de color canela con motas negras y su cola es de color bronce. Las hembras carecen de cresta y las plumas largas del cuello. Tienen las partes superiores principalmente verdes y las inferiores de color canela, con la cola bronceada. Los machos inmaduros se parecen a las hembras aunque con la garganta blanquecina con motas oscuras.

## Comportamiento

### Alimentación
Se alimenta del néctar de flores y también de pequeños insectos.

### Reproducción
La hembra de coqueta adornada pone dos huevos blancos en un pequeño nido en forma de cuenco situado en una rama de un árbol.

### Vocalización
Mientras se alimenta emite un sonoro «chick». Mientras flota en el aire, las alas hacen un sonido como de abejas, diferente de otros colibríes.

## Sistemática

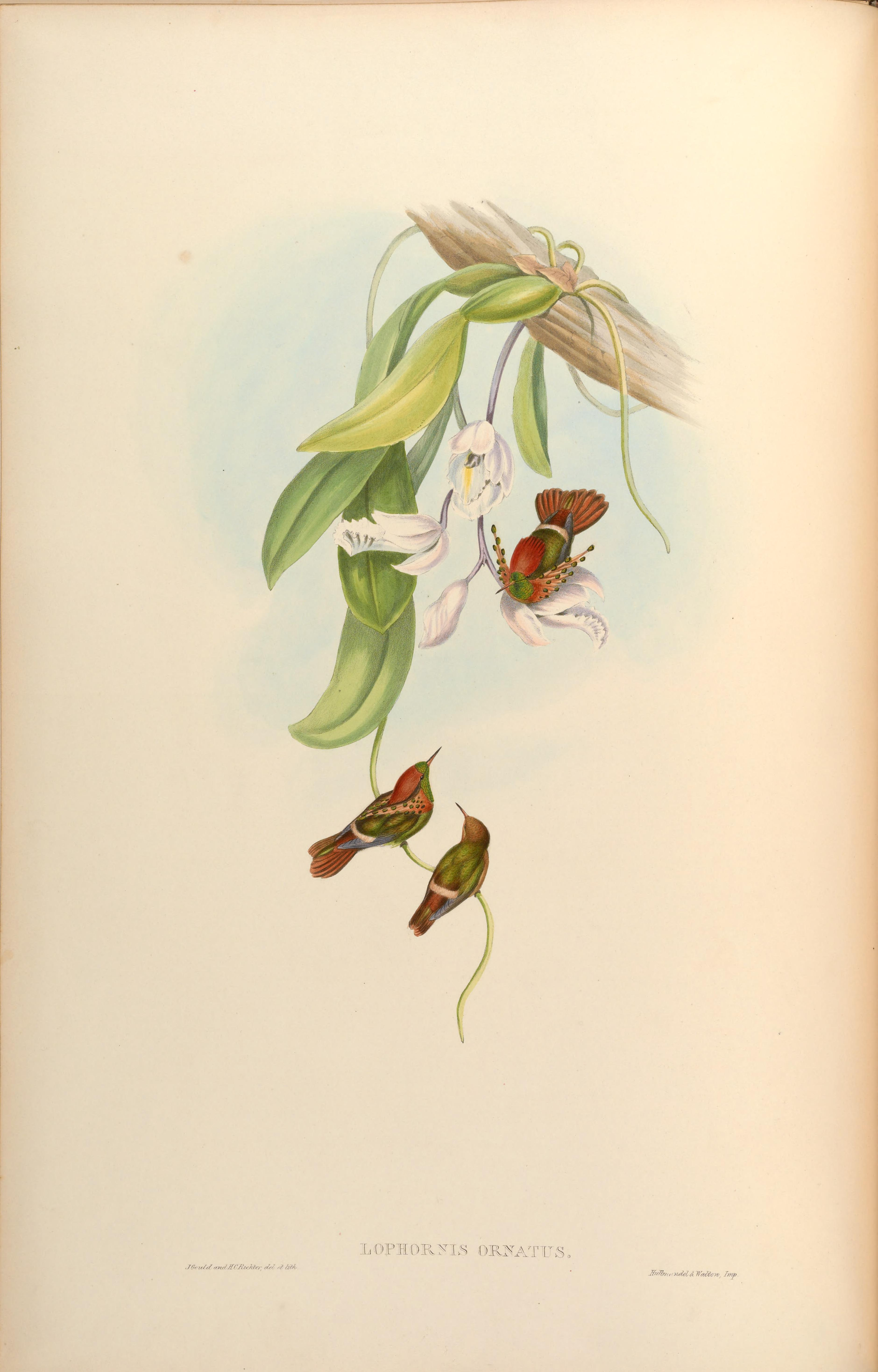
Lophornis ornatus ilustración de Gould y Richter en A monograph of the Trochilidae, or family of humming-birds 3, 1861.

### Descripción original
La especie L. ornatus fue descrita por primera vez por el naturalista neerlandés Pieter Boddaert en 1783 bajo el nombre científico Trochilus ornatus; su localidad tipo es: «Cayena, Guayana Francesa».

### Etimología
El nombre genérico masculino «Lophornis» se compone de las palabras del griego «lophos» que significa ‘cresta, tufo’, y «ornis» que significa ‘pájaro’; y el nombre de la especie «ornatus», en latín significa ‘adornado’.

### Taxonomía
Es monotípica.